# Калоула прикрашена
Калоула прикрашена (Kaloula pulchra) — вид земноводних з роду Калоула родини Карликові райки. Інші назви «малайська прикрашена жаба», «жаба-булька», «рисова жаба».

## Опис
Загальна довжина сягає 7,5 см. Голова невелика. Зіниця вертикальна, барабанна перетинка прихована. Тулуб округлий, звужений біля голови, далі до ззаду — розширюється. Кінцівки вкорочені зі слабко розвиненими плавальними перетинками, кінчики пальців розширені. Пересувається маленькими квапливими стрибками, за допомогою добре розвиненого п'яткового бугра, що легко заривається у землю. Тіло шоколадно-коричневого забарвлення. Від очей до паху тягнуться вохристо-жовтуваті смуги.

## Спосіб життя
Полюбляє вологі місця (80—90%) по берегах водойм. Вдень ховається під опалим листям. Активна вночі. Живиться дрібними комахами, здебільшого мурашками, яких збирає довгим хробакоподібним язиком. При небезпеці значно роздуває свій тулуб.
Парування починається з квітня. Самиця відкладає яйця у стоячі водойми. Метаморфоз пуголовок триває 2 тижні.

## Розповсюдження
Поширена у південній Індії, Бангладеші, Південно-Східній Азії (М'янма, Індокитай, Малайзія, Індонезія), південному Китаї, на о.Тайвань.